# Skála ÍF

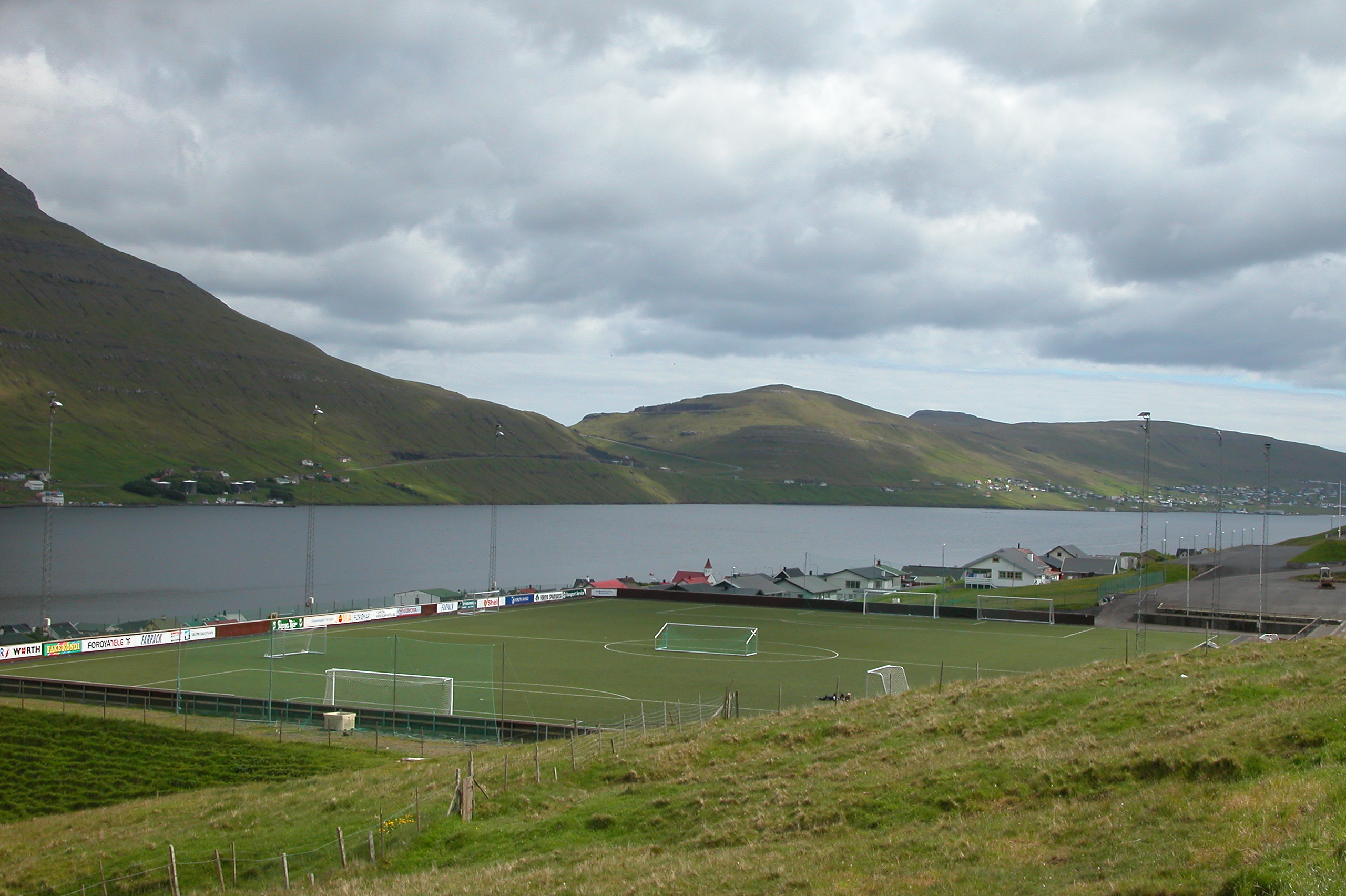
Skála Stadium

Skála ÍF, celým názvem Skála Ítróttarfelag (česky Skálský sportovní klub), je faerský fotbalový klub z vesnice Skála na ostrově Eysturoy založený roku 1965. Letopočet založení je i v klubovém emblému. Domácím hřištěm je Skála Stadium s kapacitou 2 000 míst.
V sezóně 2015 se stal se 70 získanými body vítězem faerské druhé ligy 1. deild a postoupil do nejvyšší soutěže Effodeildin.

## Úspěchy
- 1× vítěz faerské druhé ligy 1. deild (2015)[2]

## Výsledky v evropských pohárech
| Soutěž          | Sezóna  | Kolo        | Soupeř         | Doma | Venku | Celkem | Postup  |
| --------------- | ------- | ----------- | -------------- | ---- | ----- | ------ | ------- |
| Pohár Intertoto | 2005    | 1. kolo     | Tampere United | 0:2  | 0:1   | 0:3    | vyřazen |
| Pohár UEFA      | 2006/07 | 1. předkolo | IK Start       | 0:1  | 0:3   | 0:4    | vyřazen |